# Třída Walrus
Třída Walrus je třída ponorek Nizozemského královského námořnictva. Celkem byly postaveny čtyři jednotky této třídy. Do služby byly přijaty v letech 1992–1994. Jsou to jediné v současnosti provozované ponorky nizozemského námořnictva.
Roku 2011 byla spuštěn program modernizace, umožňující provoz ponorek nejméně do roku 2025. V roce 2022 nizozemská vláda rozhodla o prodloužení provozu třídy až do poloviny třetí dekády, tedy do dodání nové generace ponorek třídy Orka. Vyžádá si to však vyřazení poloviny ponorek a jejich využití na náhradní díly.

## Pozadí vzniku

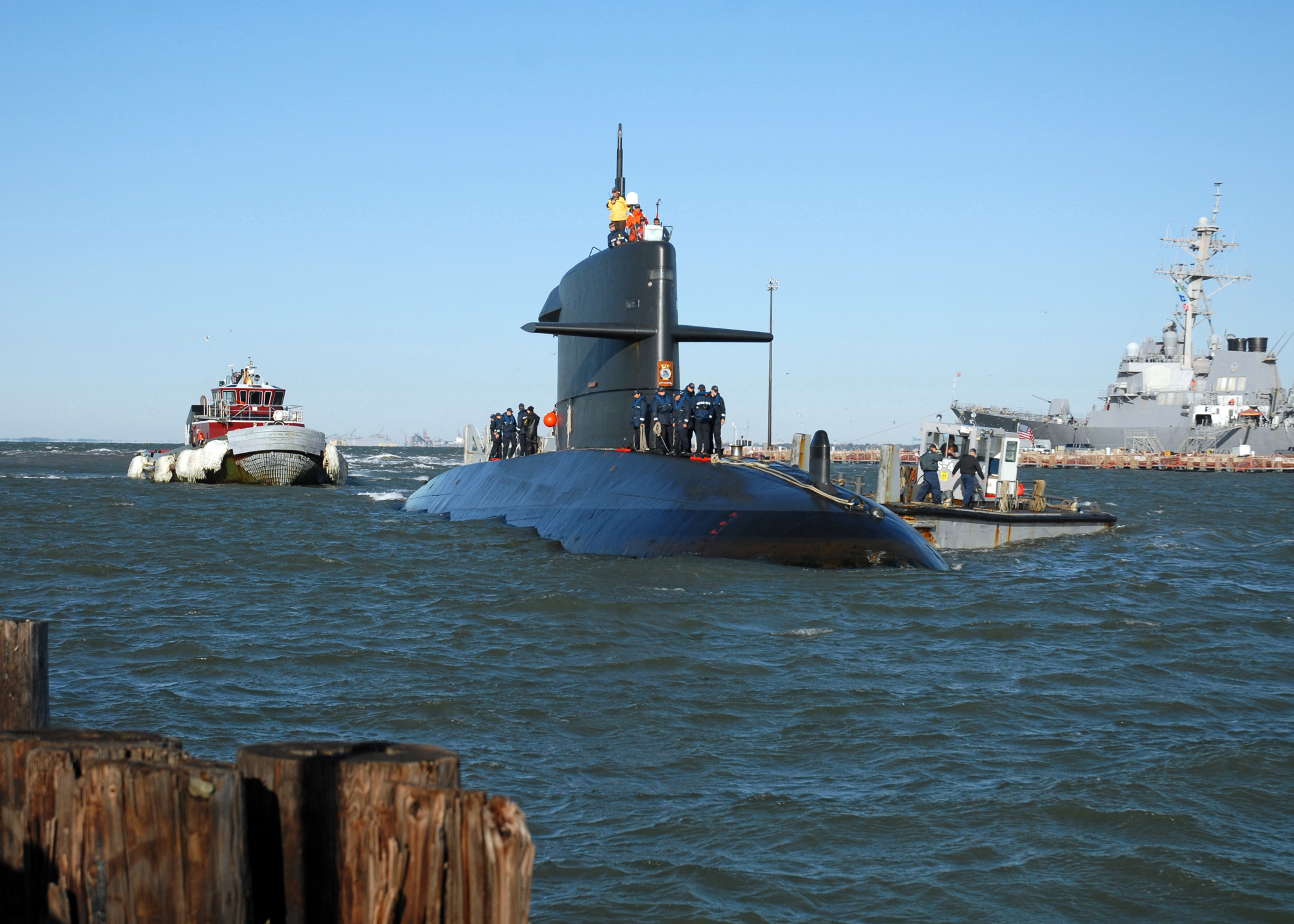
HNLMS Walrus připlouvá na americkou základnu v Norfolku

Program vývoje třídy Walrus, zamýšlené jako náhrada starší třídy Dolfijn, byl zahájen roku 1978. Třída se skládá z jednotek Walrus (S 802), Zeeleeuw (S 803), Dolfijn (S 808) a Bruinvis (S 810), postavených loděnicí Rotterdamse Droogdok Maatschappij v Rotterdamu a zařazených do služby v letech 1990–1994. Stavba prototypové jednotky Walrus se o jeden rok protáhla kvůli poškození, způsobeném roku 1986 požárem.
Jednotky třídy Walrus:
| Jméno                   | Založení kýlu   | Spuštěna na vodu | Uvedena do služby | Poznámky                |
| ----------------------- | --------------- | ---------------- | ----------------- | ----------------------- |
| Zr. Ms. Walrus (S802)   | 11. října 1979  | 28. října 1985   | 25. března 1992   | vyřazena 12. října 2023 |
| Zr. Ms. Zeeleeuw (S803) | 24. září 1981   | 20. června 1987  | 25. dubna 1990    | aktivní                 |
| Zr. Ms. Dolfijn (S808)  | 12. června 1986 | 25. dubna 1990   | 29. června 1993   | aktivní                 |
| Zr. Ms. Bruinvis (S810) | 14. dubna 1988  | 25. dubna 1992   | 5. července 1994  | aktivní                 |

## Konstrukce

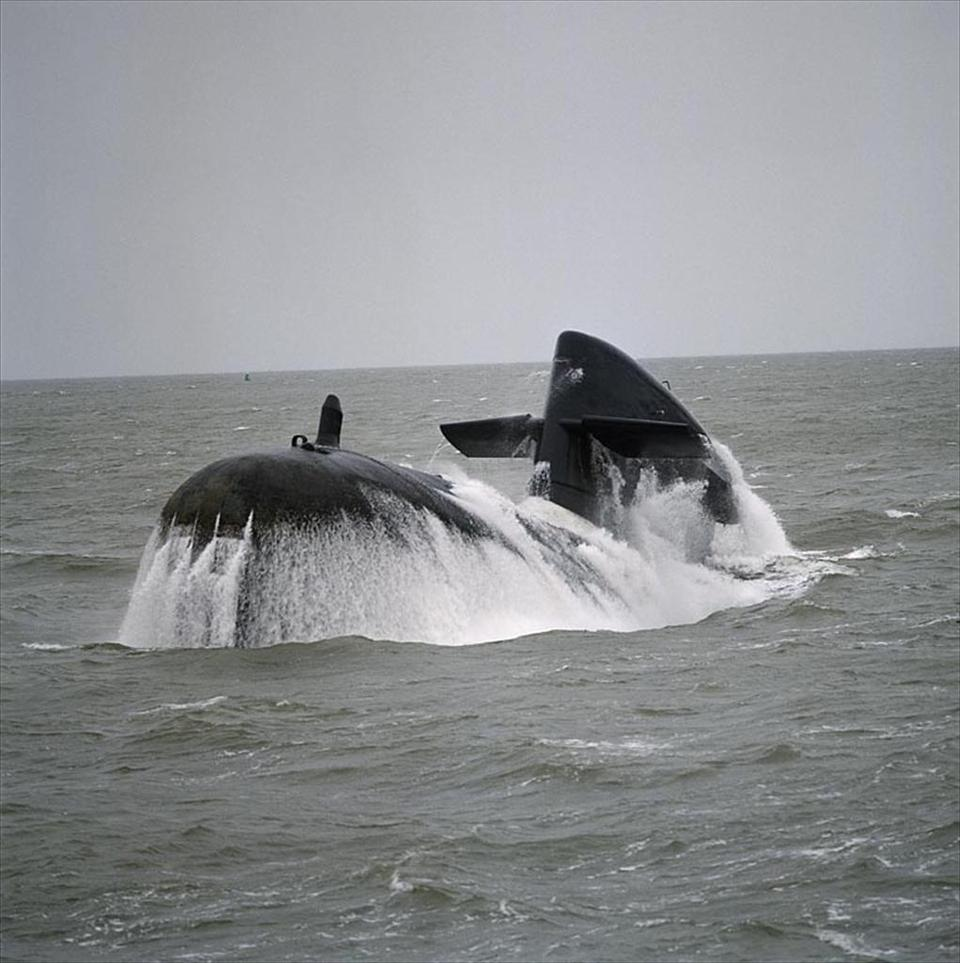
Walrus (S 802)

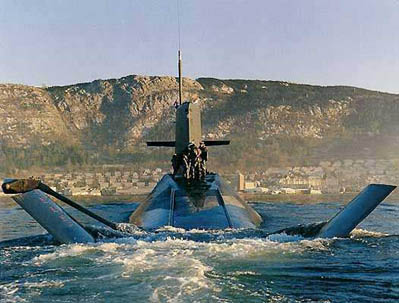
Zeeleeuw s kormidly uspořádanými do X

Konstrukční pojetí třídy Walrus navazuje na předcházející třídu Zwaardvis. Ponorky mají dvojitý trup kapkovitého tvaru. Kvůli zvětšení hloubkového dostupu ponorek (o 50%) byl jejich trup vyroben z francouzské vysokotažné oceli MAREI. Inovativním prvkem v konstrukci této třídy je uspořádání kormidel do tvaru X, což zlepšuje jejich manévrovací schopnosti.
Ponorky nesou integrovaný senzorový, zbraňový a řídící systém SEWACO. Výzbroj ponorek tvoří čtyři 533mm torpédomety. Z nich mohou být vypouštěna torpéda či miny. Ponorka unese 20 torpéd či 40 min. U torpéd se jedná o moderní typ Mk 48 Mod 7, v případě potřeby ponorky mohou nést rovněž protilodní střely Sub-Harpoon.
Pohonný systém tvoří tři dieselgenerátory SEMT-Pielstick 12PA4V-200VG a jeden elektromotor Holec. Ty pohánějí jeden sedmilopatkový lodní šroub. Ponorky dosahují nejvyšší rychlosti 12 uzlů na hladině a 21 uzlů pod hladinou.

### Modernizace
V prosinci 2011 byl schválen program rozsáhlé modernizace všech čtyř ponorek, který zajistí jejich provozuschopnost do roku 2025. Modernizace se bude týkat především bojového řídícího systému, sonarů, komunikačních systémů a satelitního komunikačního systému. Například společnost L-3 ELAC Nautik provede vylepšení sonaru a německá loděnice Howaldtswerke-Deutsche Werft na palubu ponoorek instaluje záchranný systém HABET.

## Náhrada
Nizozemské námořnictvo za tento typ hledá náhradu, kterou plánuje objednat rovněž v počtu čtyř kusů. V roce 2019 byl výběr ministerstvem obrany zúžen na tři nabídky: Naval Group s lokálním partnerem Royal IHC s konvenční verzí třídy Suffren, Saab Kockums a Damen Group s derivátem švédské třídy Blekinge označeným C718 a Thyssenkrupp Marine Systems a loděnice Den Helder s derivátem Typu 212CD. Podepsání kontraktu se očekává v roce 2022 a dodání všech ponorek do roku 2031.